# Geschichte der Inkassounternehmen in Deutschland
Die Geschichte der Inkassounternehmen in Deutschland beginnt, nachdem im 19. Jahrhundert die ersten Auskunfteien gegründet wurden. Inkassounternehmen treten eigenständig am Markt seit den 1920er Jahren auf, wobei ihre Tätigkeit im 20. Jahrhundert immer stärker reguliert wurde. In den Jahren nach der Jahrtausendwende kam es zu einer Liberalisierung, deren Rahmen wenige Jahre später bereits deutlich nachjustiert wurde.

## Von den Anfängen bis zum Ende des Ersten Weltkrieges
Inkassounternehmen haben ihren Ursprung in den Auskunfteien. In Deutschland entstanden die ersten Auskunftsbüros in der zweiten Hälfte des 19. Jahrhunderts, nach englischem und amerikanischem Vorbild. Im Vordergrund stand der präventive Kreditschutz und die Wirtschaftsauskunft, wenngleich sich erste Inkassoabteilungen seit der Jahrhundertwende mit dem Einzug von überfälligen Forderungen befassten.
Um 1880 wurde mit dem Verein der Rheinisch-Westfälischen Rechtskonsulenten eine berufspolitische Interessenvertretung gegründet, der ab der Jahrhundertwende auch in anderen Bundesstaaten tätig wurde und sich daher in Verein deutscher Rechtskonsulenten umbenannte.
Inkassodienstleistungen unterlagen ursprünglich dem § 35 Abs. 1, 3 Satz 1, Abs. 4 GewO (RGBl. 1883 S. 159, 161). Ihre Tätigkeit musste angemeldet werden und insoweit war zumindest bei Unzuverlässigkeit in Bezug auf die Tätigkeit eine Untersagung möglich. Das Auftreten vor höheren Gerichten war allerdings durch § 74 Abs. 1 ZPO (RGBl. 1877 S. 83, 96) und später durch § 78 Abs. 1 ZPO (RGBl. 1898 S. 410, 424) nicht möglich und vor Amtsgerichten bestand seitens des Gerichts eine Ausschlussmöglichkeit von der mündliche Verhandlung durch § 143 Abs. 2,  4 ZPO (RGBl. 1877 S. 83, 108), später konnte durch die Änderung von Abs. 4 (RGBl. 1898 S. 256, 263) eine Erlaubnis als Prozessagent eingeholt werden und noch später bezog sich diese Ausschlussmöglichkeit auf § 157 Abs. 2, 4 ZPO (RGBl. 1898 S. 410, 439).

## Von der Weimarer Republik bis zum Untergang des Dritten Reiches

### Deutsches Reich
Wirtschaftlich eigenständige Inkasso-Unternehmungen, in der Form wie sie heute am Markt auftreten, entstanden erst ab den 1920er Jahren. Deren Haupttätigkeit lag auf der Beitreibung von titulierten Forderungen.
Nach 1933 wurde der Verein deutscher Rechtskonsulenten gleichgeschaltet und in Reichsberufsgruppe Rechtsbeistände in der Deutschen Rechtsfront umbenannt.
Von 1934 an ist Nicht-Rechtsanwälten/-Prozessagenten die geschäftsmäßige Vertretung in der mündlichen Verhandlung aufgrund der Neufassung des § 157 ZPO, konkret Abs. 1, 3 (RGBl. 1933 I S. 522, 523), endgültig nicht mehr möglich. Für Inkassodienstleistungen ist entsprechend dem geänderten § 35 Abs. 3 Satz 1 GewO i. V. m. Art. 1 § 1 Abs. 1 RBerMG (RGBl. 1935 I S. 1478 ff.) ab 1935/36 eine Konzession notwendig, wenn keine Erlaubnis als Prozessagent entsprechend Art. 1 § 3 Satz 1 Nr. 2, 3 RBerMG (RGBl. 1935 I S. 1478, 1481) vorlag. Ab 1938 unterlag auch der geschäftsmäßige Forderungskauf der vorgenannten Konzessionspflicht nach § 1 Abs. 1 Satz 1 5. AVO RBerMG (RGBl. 1938 I S. 359).

### Saargebiet
Für das mit Inkrafttreten des Versailler Vertrages unter treuhänderischer Verwaltung durch den Völkerbund stehende Saargebiet wurde ab 1920 durch Art. 49, 50 Anlage § 23 Abs. 1 V. V. (RGBl. 1919 S. 687, 788) bestimmt, dass die bisherigen Gesetze und Verordnungen weiterhin gelten.
Mit der Heimkehr des Saargebietes ins Deutsche Reich im Jahre 1935 wurde für den Zeitpunkt der Rückeingliederung entsprechend Art. 2 § 1 Satz 1 Nr. 1 der Verordnung über das bürgerliche Streitverfahren und die Zwangsvollstreckung im Saarland (RGBl. 1935 I S. 248) bestimmt, dass der Ausschluss von Nicht-Rechtsanwälten/-Prozessagenten als geschäftsmäßiger Prozessvertreter von der mündlichen Verhandlung mit einer siebenmonatigen Übergangsfrist noch 1935 in Kraft tritt.

## Vom Kriegsende bis zur Wiedervereinigung

### BRD
Nach Kriegsende wurde die Reichsberufsgruppe Rechtsbeistände in der Deutschen Rechtsfront mehrmals umbenannt. Zunächst in Verband der Rechtsbeistände, wenig später in Bundesverband der Rechtsbeistände e. V. und schließlich in Bundesverband Deutscher Rechtsbeistände e. V. (BDR)
1956 wurde mit dem Bundesverband Deutscher Inkasso-Unternehmen und Auskunfteien e. V. ein Branchenverband für Auskunfteien und Inkassounternehmen gegründet, 1958 erfolgte die Aufnahme des RBerMG unter der neuen Bezeichnung RBerG in die Sammlung des Bundesrechts (BGBl. III S. 303–312) und mit den 1960 beschlossenen, teilweise umfassenden, Änderungen der GewO entfiel zwar in § 35 der Verweis auf das RBer(M)G (der Paragraph wurde grundlegend geändert), allerdings bestimmte die Änderung des § 6 Abs. 1 in Satz 1, dass die wesentlichen Teile der GewO für Rechtsbeistände nicht (mehr) gelten (BGBl. 1960 I Nr. 6).
Der Bundesverband Deutscher Inkasso-Unternehmen und Auskunfteien e. V. konzentrierte seien Verbandstätigkeit ab 1966 auf die Inkassounternehmen, und nannte sich in der Folge in Bundesverband Deutscher Inkasso-Unternehmen e. V. (BDIU) um. Die Haupttätigkeit der Inkassounternehmen verlagerte sich über die Zeit auf den außergerichtlichen Einzug kaufmännisch ausgemahnter, aber noch nicht titulierter, Forderungen.
Ab 1980 ist Beruf der Rechtsbeistände geschlossen worden, so dass neue Konzessionen konform mit der Regelung des mit den Sätzen 2, 3 ergänzten Art. 1 § 1 Abs. 1 RBerG (BGBl. 1980 I S. 1503, 1507) ausschließlich und nur noch für die außergerichtliche Vertretung so wie in Teilbereichen vergeben werden, was das Dienstleistungsspektrum entsprechend eingrenzt. Die bis dahin erteilten Erlaubnisse unterliegen dem Bestandsschutz. Bisherige Voll-Erlaubnisinhaber können von nun an auch vor Amtsgerichten die Prozessvertretung in der mündlichen Verhandlung übernehmen konform mit den Änderungen des § 157 Abs. 1 Satz 1, Abs. 2 Satz 1 ZPO und der Neufassung des  § 209 BRAO (BGBl. 1980 I S. 1503, 1507). Gebührenrechtlich findet eine Gleichstellung gem. der neuen Fassung von Art. IX KostÄndG (BGBl. 1980 I S. 1503, 1506) zwischen Rechtsanwalt und Rechtsbeistand statt, die jedoch entsprechend Abs. 2 ausdrücklich nicht für Inkassounternehmer gilt.

### Saarland
Gemäß der 1947 in Kraft getretenen Verfassung des Saarlands bestimmt Art. 132 SVerf (ABl. 1947 S. 1077, 1092), dass die bisherigen Gesetze und Verordnungen weiterhin in Kraft bleiben, sofern nicht französisches Recht galt.
Mit der Beitrittserklärung des Saarlandes nach dem Grundgesetz für die Bundesrepublik Deutschland im Jahr 1956 (ABl. 1957 S. 1645) wurde der Beitritt 1957 nach § 1 Abs. 1 Satz 1 und Abs. 2 Satz 1, § 20 SaarEinglG (BGBl. 1956 I S. 1011) vollzogen. Hierbei wurde nach § 3 bestimmt, dass saarländisches Recht weiter gilt, solange es nicht dem Grundgesetz widerspricht. Mit dem Ende der Übergangszeit gilt das Bundesrecht seit 1959 entsprechend dem § 1 Gesetz zur Einführung von Bundesrecht im Saarland (BGBl. 1959 I S. 313) auch im Saarland.

### DDR
Anfang der 1950er entschied das Justizministerium der DDR keine neuen Konzessionen mehr zu vergeben. 1953 wurde es den bisherigen Konzessions-Inhabern entsprechend §§ 4 Abs. 2 i. V. m. 3 Abs. 2 Satz 1, 2 des Musterstatus für die Kollegien der Rechtsanwälte (Anlage zur Verordnung über die Bildung von Kollegien der Rechtsanwälte; GBl. 1953, I S. 725) ermöglicht in die gleichzeitig neu geschaffenen Rechtsanwaltskollegien einzutreten und damit selbst die Stellung eines Rechtsanwaltes einzunehmen. Dies nutzen nahezu alle Rechtsbeistände, so dass sich die Anzahl der verbliebenen auf unter 200 reduzierte.
1968 wurde ein eigener Ordnungswidrigkeitstatbestand außerhalb des RBMG durch § 11 Abs. 1 Verordnung über Ordnungswidrigkeiten (GBl. 1968 II S. 359) geschaffen, der auf die geschäftsmäßige Rechtsberatung ohne Erlaubnis ein entsprechendes Ordnungsmittel vorsah. 1984 erfuhr diese Regelung eine Lockerung, in dem auf die entgeltliche geschäftsmäßige Rechtsberatung abgestellt wurde (GBl. 1984 I S. 173).
Nach dem Mauerfall wurde es den westdeutschen Konzessionsinhabern entsprechend § 2 Verordnung über die Tätigkeit nach dem Rechtsberatungsgesetz der Bundesrepublik Deutschland zugelassener Erlaubnisinhaber in der Deutschen Demokratischen Republik (GBl. 1990 I S. 1261) erlaubt auch in der DDR tätig zu werden. Mit Inkrafttreten der Anlage I Kapitel III Sachgebiet A Abschnitt III Nr. 8a EVertrG (GBl. 1990 I S. 1627 und BGBl. 1990 II S. 885, 931) galt im Beitrittsgebiet ausschließlich das RBerG. Zum Zeitpunkt des Vollzugs der Wiedervereinigung gab es in den neuen Bundesländern nur noch sieben Rechtsbeistände.

## Gegenwärtige Situation
Der Schwerpunkt der Tätigkeit hat sich weiter verlagert, so dass mittlerweile vorrangig Forderungen durch Inkassounternehmen direkt ab Fälligkeit eingezogen werden.
Das Bundesverwaltungsgericht urteilte 2003, dass § 1 Abs. 1 Satz 1 5. AVO RBerG (j), der den geschäftsmäßigen Forderungskauf unter die Konzessionspflicht nach Art. 1 § 1 Abs. 1 RBerG (h) stellte, nicht mehr anzuwenden sei (BVerwG, Urteil vom 16. Juli 2003 – 6 C 27.02; VG Lüneburg).
2008 wurde das RBerG durch das RDG abgelöst und dabei das Rechtsberatungsrecht in wesentlichen Teilen neu geregelt (BGBl. 2008 I S. 2829, 2840). Inkassodienstleistungen nach § 2 Abs. 2 Satz 1 RDG bedürfen nun einer Registrierung nach § 10 Abs. 1 Nr. 1 RDG und sind damit weiterhin konzessionspflichtig. Der Forderungskauf ist weiterhin keine Inkassodienstleistung und nicht registrierungspflichtig. Bisherige Konzessionsinhaber wurden nach Vorlage ihrer Erlaubnisurkunde nach § 1 Abs. 1 RDGEG registriert.
Mit der Neuregelung trat eine umfassende Liberalisierung ein. Nach § 79 Abs. 2 Nr. 4 ZPO kann der Inkassodienstleister als Bevollmächtigter das gerichtliche Mahnverfahren bis zur Abgabe an das Streitgericht durchführen und bei titulierten Geldforderungen die Vollstreckungsanträge in das bewegliche Vermögen des Schuldners stellen. Dazu kommt im Insolvenzverfahren die Anmeldung von Forderungen und die Vertretung im Prüfungstermin nach § 174 Abs. 1 Satz 3 und § 305 Abs. 4 Satz 2 InsO.
Für das Mahn- und das Zwangsvollstreckungsverfahren wurden bezüglich der Erstattung der Vergütung des Dienstleisters durch den Schuldner Regelungen nach § 4 Abs. 4 RDGEG erlassen. So richtet sich die Erstattungsfähigkeit der Inkassovergütung im Mahnverfahren nach § 91 Abs. 1 ZPO, wobei diese bei 25 Euro gedeckelt ist. Diese Regelung ist nun weggefallen, so dass es keinen Unterschied macht, ob ein Rechtsanwalt oder ein registrierter Dienstleister im Mahnverfahren tätig wird, §§ 4 Abs. 1 RDGEG, 13d RDG. Für das Zwangsvollstreckungsverfahren richtet sich die Erstattungsfähigkeit nach  § 788 ZPO.
Mit dem durch das RDG neu eingeführten Rechtsbegriff des Rechtsdienstleisters änderte auch der BDR seinen Namen zum Bundesverband Deutscher Rechtsbeistände/Rechtsdienstleister e. V. (BDR).
2010 gründete sich mit dem Bundesverband für Inkasso und Forderungsmanagement e. V. (BFIF) ein weiterer Branchenverband.
2013 wurden entsprechend § 13a und § 20 RDG (Gesetz gegen unseriöse Geschäftspraktiken. Vom 1. Oktober 2013.) die Aufsichtsmaßnahmen konkretisiert und die Bußgeldvorschriften verschärft.
Gleichzeitig wurde durch § 4 Abs. 5 RDGEG die Erstattungsfähigkeit der entstehenden Kosten, die für außergerichtliche Inkassodienstleistungen von nicht titulierten Forderungen anfallen, auf die Höhe der Rechtsanwaltsvergütung nach dem RVG gedeckelt. Das Justizministerium ist hierbei ermächtigt durch eine – allerdings bisher nicht verabschiedete – Rechtsverordnung Höchstsätze festzulegen, die von Verbrauchern maximal zu erstatten sind.
Seit 2014 sind Inkassounternehmen bei der Erbringung von Inkassodienstleistungen, die sich gegen Verbraucher richtet, nach § 11a RDG (BGBl. 2013 I S. 3713, 3714) verpflichtet, umfassende Informationen zur Verfügung zu stellen.